# Anna Schillinger
Anna Schillinger (18 giugno 2001) è una sciatrice alpina tedesca.

## Biografia
Anna Schillinger, attiva in gare FIS dal novembre del 2017, ha esordito in Coppa Europa il 10 dicembre 2019 a Sankt Moritz in supergigante, senza completare la prova, e in Coppa del Mondo il 20 gennaio 2021 a Garmisch-Partenkirchen nella medesima specialità (42ª). Non ha preso parte a rassegne olimpiche o iridate.

## Palmarès

### Coppa Europa
- Miglior piazzamento in classifica generale: 96ª nel 2025

### Campionati tedeschi
- 5 medaglie:
  - 3 argenti (discesa libera nel 2023; supergigante, slalom gigante nel 2024)
  - 2 bronzi (supergigante nel 2021; slalom gigante nel 2022)